# Hyundai Grandeur

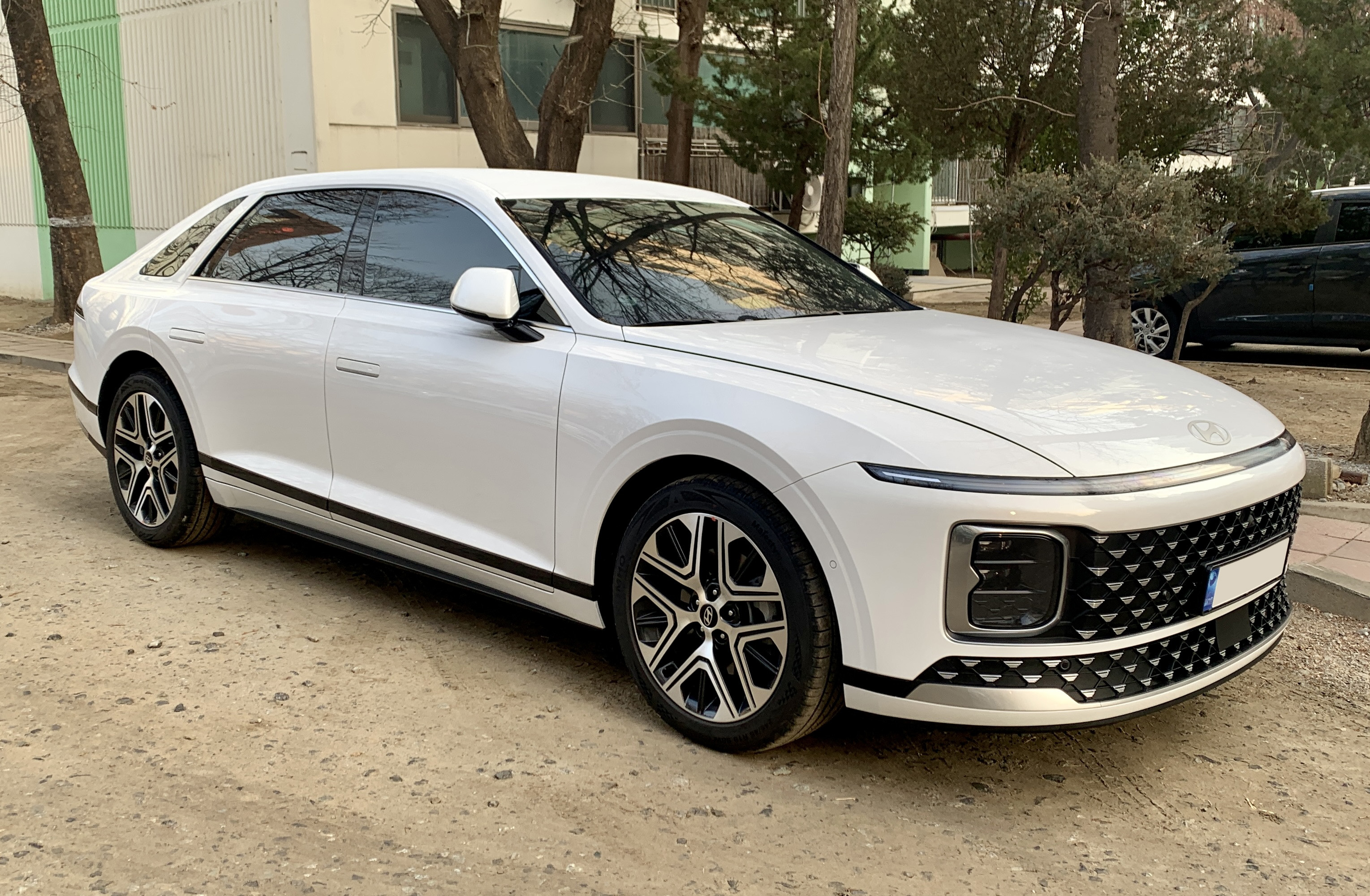
Hyundai Grandeur

Hyundai Grandeur är en lyxigare sedan som byggs av koreanska Hyundai Motor Company. Grandeur såldes i Sverige mellan åren 2005-2009 och nådde inga större försäljningsframgångar. Modellen delar bottenplatta med Hyundais Sonatamodell och ersatte Hyundai XG (som såldes i Sverige fram till 2003). På några marknader säljs Hyundai Grandeur under namnet Hyundai Azera. En ny generation Grandeur/Azera kom till årsmodell 2012 på vissa marknader (dock ej i Sverige).
2015-10-01 fanns det 97 stycken bilar av denna modell i trafik i Sverige enligt Transportstyrelsens uppgifter
2019-03-01  fanns det 77 stycken bilar kvar av denna modell i trafik i Sverige enligt Transportstyrelsens uppgifter

## Motorer
- 3,3 liters V6 (bensinmotor)
- 2,2 liter (dieselmotor)